# 有馬山龍右エ門
有馬山 龍右エ門（ありまやま りゅうえもん、天明5年（1785年） - 天保6年2月8日（1835年3月6日））は、摂津国武庫郡（現兵庫県西宮市上田町）出身の大相撲力士。身長182センチ、体重135キロであったといわれている。最高位は大関。

## 来歴
はじめは大坂相撲の小野川の弟子となって、鳴尾潟善太（なるおがた ぜんた）の名で取っていた。文化5年（1808年）10月江戸に下り、勝ノ浦門人として二段目に付け出される。文化6年（1809年）2月に善太を善太郎に改名、文化7年（1810年）2月に鼓ヶ滝調右衛門（つつみがたき ちょうえもん）に改名。文化10年（1813年）11月西前頭8枚目で入幕する。文政元年（1818年）10月関脇に上る。この場所の6日目に小野川嘉平治（おのがわ かへいじ）に改める。しかし小野川を抱えていた久留米藩主の有馬家と、横綱免許を授ける吉田司家から、小野川名義は横綱免許であるという強い抗議を受ける。文政2年（1819年）3月、雲州松江藩のお抱えから南部藩のお抱えに転じ、有馬山滝右衛門と改名。当時その事件を詠んで、「小野川になられぬわけが有馬山」という川柳が流行ったという。有馬山という名前は、郷里の有馬温泉付近の山に因んだという理由だが、有馬家への当てつけと噂された。
文政3年（1820年）10月有馬山龍右衛門（ありまやま りゅうえもん）に改名。文政4年（1821年）10月大関玉垣の欠場をうめ西大関となり、2場所大関をつとめるが、文政5年（1822年）10月に関脇に退く。このとき、南部藩ゆかりの岩見潟丈右衛門（いわみがた じょうえもん）に改名。文政7年（1824年）正月引退する。優勝相当同点成績は4度あった。引退後、天保4年（1833年）7月に小野川嘉平治を襲名するが、年寄にならずして天保6年2月8日（1835年3月6日）に死去する。享年51。

## 主な戦績(江戸)
- 通算幕内成績：84勝29敗4分4預11無41休　勝率.743
- 幕内在位：18場所
- 三役在位：12場所（関脇9場所、小結1場所）
- 大関在位：2場所

### 場所別成績
| 1808年 | x                           | 幕下付出 –             |
| 1809年 | 西幕下14枚目 –              | 西幕下14枚目 –         |
| 1810年 | 西幕下11枚目 –              | 西幕下12枚目 –         |
| 1811年 | 西幕下10枚目 3–1 2分        | 西幕下9枚目 2–5 1預    |
| 1812年 | 西幕下8枚目 2–3             | 西幕下6枚目 2–4 1分    |
| 1813年 | 西幕下筆頭 2–3 1分1預1無    | 西前頭8枚目 0–0–10     |
| 1814年 | 番付非掲載 不出場           | 西前頭5枚目 5–3–1 1預  |
| 1815年 | 西前頭3枚目 4–1–2 1分1預1無 | 番付非掲載 不出場      |
| 1816年 | 番付非掲載 不出場           | 西前頭3枚目 6–3 1無    |
| 1817年 | 西前頭2枚目 6–2–2           | 西前頭筆頭 5–1–3 1分   |
| 1818年 | 番付非掲載 不出場           | 西関脇 6–2–1 1分       |
| 1819年 | 西関脇 5–1–2 1預1無         | 西関脇 7–2–1           |
| 1820年 | 西関脇 4–0–1 1無            | 西小結 6–2–1 1無       |
| 1821年 | 西関脇 5–2–1 2無            | 西大関 5–3–2           |
| 1822年 | 西大関 7–2 1無              | 西関脇 5–2–2 1無       |
| 1823年 | 西関脇 6–1                  | 西関脇 2–2–2 1分1預2無 |
| 1824年 | 西関脇 引退 0–0–10          | x                      |
| 各欄の数字は、「勝ち-負け-休場」を示す。 優勝 引退 休場 十両 幕下 三賞：敢=敢闘賞、殊=殊勲賞、技=技能賞 その他：★=金星 番付階級：幕内 - 十両 - 幕下 - 三段目 - 序二段 - 序ノ口 幕内序列：横綱 - 大関 - 関脇 - 小結 - 前頭（「#数字」は各位内の序列） |                             |                        |

- 当時は十両の地位が存在せず、幕内のすぐ下が幕下であった。番付表の上から二段目であるため、現代ではこの当時の幕下は、十両創設後現代までの十両・幕下と区別して二段目とも呼ぶ。
- 二段目11枚目以下の地位は小島貞二コレクションの番付実物画像による。

## 改名歴
- 鳴尾潟善太 - 1808年10月場所
- 鳴尾潟善太郎 - 1809年2月場所 - 1809年10月場所
- 鼓ヶ滝調右エ門 - 1810年2月場所 - 1818年10月場所5日目
- 小野川嘉平治 - 1818年10月場所6日目 - 同場所千秋楽
- 有馬山滝右エ門 - 1819年3月場所 - 1820年3月場所
- 有馬山龍右エ門 - 1820年10月場所 - 1822年1月場所
- 岩見潟丈右エ門 - 1822年10月場所 - 1824年1月場所